# John Layfield (theoloog)
John Layfield (Fulham, 1563 - 1617) was een Brits theoloog.
Layfield studeerde aan Trinity College, Cambridge en werd er later hoogleraar Grieks. In 1598 ondernam hij als kapelaan van George Clifford, Earl of Cumberland, een reis naar Amerika. Op Puerto Rico maakte hij gevechten tegen de Spanjaarden mee. Layfield was van 1602 tot zijn dood deken van St. Clement Danes in Londen. Als kenner van klassieke talen was hij een van de 54 geleerden die meewerkten aan de Bijbelvertaling naar het Engels, de King James Version. 
- Library of Congress Control Number: no2011122680
- Virtual International Authority File: 178934272
- WorldCat: E39PBJd87fQ3Vm84XQjhJJrQbd